# Давід Екерот
Давід Екерот (швед. David Ekerot; нар. 1 лютого 1970) — колишній шведський тенісист.
Найвищу одиночну позицію світового рейтингу — 699 місце досяг 25 липня 1994, парну — 52 місце — 28 квітня 1997 року.
Здобув 2 парні титули.
Найвищим досягненням на турнірах Великого шолома було 2 коло в парному розряді.

## Фінали за кар'єру

### Парний розряд (2–1)
| Результат | W/L | Дата     | Турнір                                          | Покриття | Партнер        | Суперники                | Рахунок       |
| --------- | --- | -------- | ----------------------------------------------- | -------- | -------------- | ------------------------ | ------------- |
| Поразка   | 0–1 | Сер 1995 | Відкритий чемпіонат Хорватії з тенісу, Хорватія | Ґрунт    | Ласло Марковіц | Луїс Лобо Хав'єр Санчес  | 4–6, 0–6      |
| Перемога  | 1–1 | Лип 1996 | Swedish Open, Швеція                            | Ґрунт    | Джефф Таранго  | Джошуа Ігл Петер Нюборґ  | 6–4, 3–6, 6–4 |
| Перемога  | 2–1 | Вер 1996 | Бухарест, Румунія                               | Ґрунт    | Джефф Таранго  | Девід Адамс Менно Остінг | 7–6, 7–6      |